# 佛經翻譯
佛經翻譯是將佛經從梵語或其它西域語言翻譯成漢語的過程，亦爲中國翻譯史上的一件大事，所翻譯出的佛經對中華文明以及漢字文化圈產生巨大影響及貢獻。

## 緒論
佛經翻譯事業開始於東漢，至十六國之一的前秦苻坚開始有組織的翻译佛经，由道安組織翻譯事業，唐朝時，佛經翻譯事業達到最高 ，其間鳩摩羅什、真諦、玄奘及不空被譽為「四大譯師」。鸠摩罗什共译佛经数十部，另有竺法护共译佛经159部，支謙在222年至253年之間將36部佛經翻譯成中文。道安譯經時歸納出佛經翻譯著名的「五失本，三不易」觀點。湯用彤《漢魏兩晉南北朝佛教史》曾言：「今日識外洋文字，未悉西人哲理，即可譯哲人名著。而深通西哲人之學者，則不從事譯書。然古昔中國譯經之巨子，必須先即為佛學之大師。如羅什之於《般若》、《三論》，真諦之於《唯識》，玄奘之於性相二宗，不空之於密教，均既深通其義，乃行傳譯。」
佛經的翻譯可分為三個時期：

### 東漢至西晉
東漢至西晉是中國佛經翻譯的草創期，西汉哀帝时期伊存至中國口传佛经。东汉桓帝建和元年（147年），大月氏僧支谶到洛阳弘佛，译有《道品行经》等。东汉桓帝建和二年（148年），安息（即波斯）人安世高翻譯《安般守意經》等三十多部佛經。月支人支婁迦讖（婁迦讖）翻譯十多部佛經。

### 東晉至南北朝
前秦的竺佛念是著名譯師之一。後來的時期則以鳩摩羅什為主。鳩摩羅什對東亞佛教經典的貢獻巨大。羅什於逍遙園中西門閣上開始譯經，據《出三藏記集》載，羅什一生翻譯三藏經論74部，凡384卷，有《坐禪三昧經》3卷、《阿彌陀經》1卷、《摩訶般若波羅蜜經》27卷、《法華經》7卷、《維摩經》3卷、《大智度論》100卷、《中論》4卷等。

### 隋代、唐代及宋代
此一時期為佛經翻譯的全盛時期，玄奘是主要的翻譯大師，在唐太宗支持下，玄奘在長安的譯經院中進行大規模的翻譯工作，參與的學生與人員來自亞洲東部各地。他花了十多年時間在今西安北部約150公里的銅川市玉華宮內將約1330卷經文譯成漢語。其後則有義淨、不空等。
北宋時期也成立了「譯經院」，共翻譯了564卷。 後來就再無大規模佛經翻譯事業，「雖偶有譯者，不過補苴而已。」

## 規模
译场分工如下：
1. 译主。
2. 笔受。精通华梵语言，兼識空宗（中观）與有宗（唯识）。
3. 度语。
4. 证梵本。
5. 润文。对译文进行润色加工。
6. 证义。发现译文与梵本原文有异，向译主提出。
7. 梵呗。
8. 校勘。
9. 监护大使。
10. 正字。

## 理論
1923年陳寅恪在德國柏林大學研究院時與妹書曰：“中國所譯，又頗難解。我偶取《金剛經》對勘一過，其註解自晉唐起至俞曲園止，其間數十百家，誤解不知其數。我以為除印度西域外國人外，中國人則晉朝唐朝和尚能通梵文，當能得正確之解，其餘多是望文生義，不足道也。”，他曾指出，梵文漢譯常有「一詞多譯」，Sattra既譯「眾生」，玄奘又譯為「有情」，陳寅恪亦言玄奘的譯文多偏生硬，遠不如鳩摩羅什好讀，1929年，陳寅恪應邀到清華國學研究院專門講授「佛經翻譯文學」，陈寅恪《四声三问》认为四声的发现与佛经的转读有关，透過梵汉对音可以考證隋唐中古漢語的讀音。

## 影響
钱锺书曾考证嚴復的「信、達、雅”三字，在三国时支谦写的《句法经序》中，已經可以见到，问云：“僕初嫌其词不雅。维祗难曰：‘佛言依其义不用饰，取其法不以严，其传经者，令易晓勿失厥以，是则为善。’座中咸曰：老氏称‘美言不信，信言不美’；……‘今传梵义，实宜径达。’是以自偈受译人口，因顺本旨，不加文饰。”
佛經中記載的大量故事，如東晉十六國時期的鸠摩罗什译《维摩诘经》、南北朝時期的佛陀跋陀罗译《华严经》，隨著佛經的翻譯傳入中國，後來又以唐朝的變文的形式廣為流傳，融入於中國文學，如南北朝時期的刘义庆《幽明录》、王琰《冥祥记》、颜之推《冤魂志》等笔记小说都蘊含了「因果報應」的佛教觀念，明朝《西遊記》一書則是中國長篇小說的早期成果，其他在绘画、建筑、音乐都廣泛影響中國。

## 外部連結
- 曹仕邦：〈中國佛教的譯場組織與沙門的外學修養 （页面存档备份，存于）〉。
- 曹仕邦：〈譯場──中國古代翻譯佛經嚴謹方式 （页面存档备份，存于）〉。
- 馮國棟：〈宋代譯經制度新考 ――以宋代三部經錄為中心 （页面存档备份，存于）〉
- 黃啟江：〈宋代的譯經潤文官與佛教 （页面存档备份，存于）〉。
- 廖桂蘭：〈翻譯與創作：邁向佛經翻譯問題的省思 （页面存档备份，存于）〉。
- 船山徹：〈Masquerading as Translation: Examples of Chinese Lectures by Indian Scholar-Monks（页面存档备份，存于）〉。
- 蘇南望傑：〈藏譯佛典譯語初探──以藏文《心經》為中心 （页面存档备份，存于） 〉。